# Northern Kentucky Norse

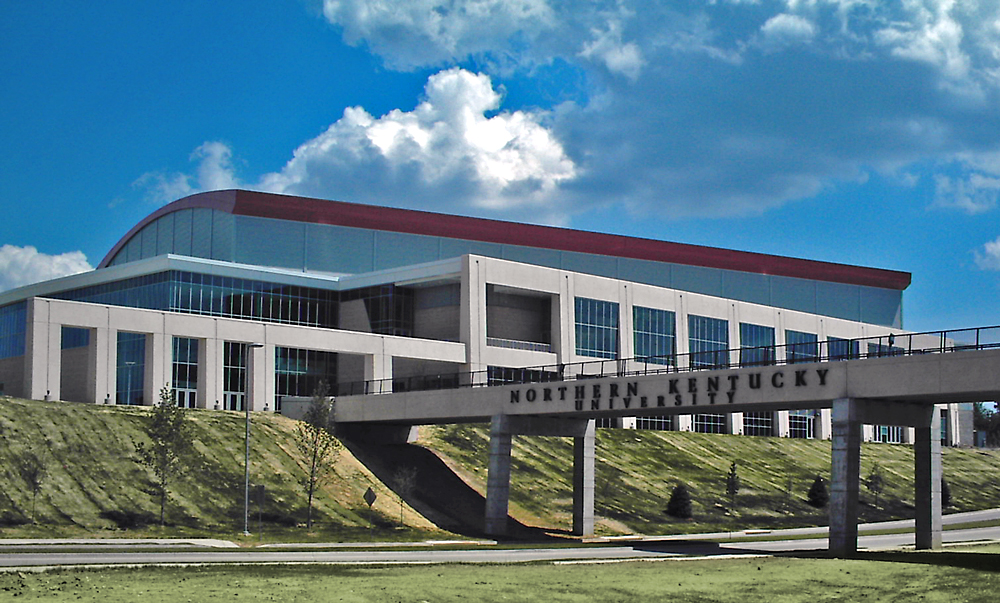
Truist Arena.

Northern Kentucky Norse (español: los hombres del Norte de Northern Kentucky) es el nombre de los equipos deportivos de la Universidad del Norte de Kentucky, situada en Highland Heights, Kentucky. Los equipos de los Norse participan en las competiciones universitarias organizadas por la NCAA, y forman parte desde 2015 de la Horizon League, tras haber permanecido en la Atlantic Sun Conference desde 2012.

## Programa deportivo
Los Norse compiten en 10 deportes masculinos y en 12 femeninos:
| - Masculino - Atletismo al aire libre - Atletismo cubierta - Béisbol - Baloncesto - Cross - Fútbol - Golf - Natación - Tenis - Triatlón - Voleibol – que se agregará en 2025-26 | - Femenino - Atletismo al aire libre - Atletismo cubierta - Baloncesto - Cross - Fútbol - Golf - Natación - Sóftbol - Stunt - Tenis - Triatlón - Voleibol |

1. ↑  No gobernado por la NCAA.
2. ↑  Una disciplina de porristas que enfatiza la acrobacia. Parte del programa de NCAA Emerging Sports for Women (español: Deportes Emergentes para Mujeres de la NCAA).
3. ↑  Parte del programa de NCAA Emerging Sports for Women.

## Campeonatos
Durante los 40 años que la Northern Kentucky ha perrtenecido a la NCAA DII ha ganado 3 títulos nacionales, 33 campeonatos de la GLVC, y siete GLVC All-Sport Awards

### Campeonatos nacionales (Div. II)
| Baloncesto (F) | 2000, 2008 |
| Fútbol (M)     | 2010       |

### Campeonatos de la Horizon League
| Baloncesto (M) | 2017 (torneo), 2018 (temporada), 2019 (temporada y torneo) |
| Fútbol (F)     | 2016 (torneo)                                              |

### Campeonatos de la Great Lakes Valley Conference
| Béisbol        | 2002, 2004, 2006, 2008, 2009             |
| Baloncesto (M) | 2003, 2009                               |
| Baloncesto (F) | 1999, 2000, 2006, 2009                   |
| Golf (M)       | 2000, 2001, 2006, 2007                   |
| Golf (F)       | 2003, 2005, 2008                         |
| Fútbol (M)     | 1987, 1992, 1993, 1995, 2010             |
| Fútbol (F)     | 1998, 1999, 2000, 2001, 2002, 2005, 2009 |
| Softball       | 2005, 2009                               |
| Tenis (M)      | 1986, 1987, 1990, 2003, 2004             |
| Tenis (F)      | 1988, 1999, 2000, 2001, 2002, 2004       |
| Voleibol (F)   | 1985, 1995, 1997, 1998, 1999, 2000, 2001 |

## Instalaciones deportivas
- Truist Arena es el pabellón donde disputan sus partidos los equipos de baloncesto. Su capacidad para partidos de baloncesto es de 8.427 espectadores, con una capacidad de 9.400 para conciertos, y fue inaugurado en 2008.[2]
- Regents Hall es el pabellón donde disputan sus partidos los equipos de voleibol y stunt. Tiene una capacidad para 1.346 espectadores, y fue inaugurado en 1972.[3]
- NKU Soccer Stadium, es el estadio donde disputa sus encuentros el equipo de fútbol. Fue inaugurado en 2009 y tiene una capacidad para 1.000 espectadores sentados, además de grandes espacios donde disfrutar del partido.[4]